# Tannhäuser (opera)
Tannhäuser (Tannhäuser und der Sängerkrieg auf Wartburg, Tannhäuser e la gara dei cantori della Wartburg) è un'opera in tre atti, composta da Richard Wagner, ispirata alle due leggende tedesche di Tannhäuser e delle gare poetiche dei cantori del Wartburg. I temi chiave sono l'opposizione fra amore sacro e profano, e la redenzione tramite l'amore (tema presente in molte opere di Wagner).
Wagner diresse la prima al Königliches Hoftheater di Dresda nel 1845; la nipote Johanna Wagner interpretava la parte di Elisabeth e Wilhelmine Schröder-Devrient era Venere.

## Sinossi
L'opera si svolge vicino a Eisenach, all'inizio del XIII secolo.

### Atto primo
In seguito a un litigio, il trovatore Tannhäuser si è allontanato dai suoi compagni d'arme ed è giunto presso il Venusberg (monte di Venere-Horselberg), dove la dea Venere, innamoratasi di lui, lo ha trascinato in una perpetua orgia tra satiri, baccanti e bellissime amanti. Dopo un anno, trovandosi a rimpiangere la sua vita precedente, imbraccia la sua cetra e intona un canto appassionato alla dea, che conclude con una richiesta di libertà. Venere, furiosa, tenta di trattenerlo, ma egli invoca il nome di Maria; questa parola rompe l'incantesimo: Venere scompare e Tannhäuser si ritrova nella fortezza del Wartburg. Un giovane pastore è seduto su una roccia e intona un'ode alla dea pagana Holda (dea della primavera, sincretizzata con la stessa Venere).
Spaesato e colmo di rimorso, il trovatore s'inginocchia piangendo davanti a una processione di pellegrini; viene poi avvicinato dal langravio di Turingia, accompagnato dai poeti Wolfram, Walther, Biterolf, Reimar e Heinrich, vecchi compagni d'arme di Tannhäuser. Costoro lo invitano a dimenticare i dissapori e riunirsi a loro: inizialmente riluttante, egli accetta quando viene a sapere che Elisabeth, nipote del langravio, con la quale aveva una tenera relazione, si è ritirata a vita solitaria in seguito alla sua scomparsa. Tannhäuser segue quindi i suoi ritrovati compagni d'arme.

### Atto secondo
Al Castello del Wartburg, Wolfram conduce Tannhäuser da Elisabeth: egli dice di amarla ancora, ma non ha il coraggio di rivelare dove sia stato tutto questo tempo. Intanto il langravio indice una gara di canto per festeggiare il ritorno di Tannhäuser; i cantori si riuniscono per la gara, seguiti da nobili, dame e cavalieri vestiti a festa: anche Elisabeth, felice per il ritorno del suo amato, abbandona il suo esilio volontario e torna a mostrarsi in pubblico. Il langravio stabilisce che il tema della competizione sarà il risveglio dell'amore. Comincia Wolfram, che canta l'amore cortese; Tannhäuser, in un impeto di vanagloria, lo umilia asserendo che l'amore sensuale è ben superiore. Gli altri cantori protestano, ma Tannhäuser replica a ciascuno di loro, finché non finisce per cantare un'ode a Venere e raccontare la sua storia. Le donne fuggono inorridite, mentre i cavalieri sguainano le spade contro il trovatore; l'unica a intercedere per lui è Elisabeth, la quale ricorda ai presenti che Dio accoglie sempre un peccatore pentito. Il langravio acconsente allora a lasciarlo partire per Roma con un gruppo di pellegrini perché chieda perdono al Papa.

### Atto terzo
Nella Vallata del Wartburg è arrivato l'autunno. Elisabeth attende invano il suo amato da molti mesi, pregando ininterrottamente. Arriva un gruppo di pellegrini che cantano la gioia del perdono: Elisabeth spera che tra loro ci sia Tannhäuser, ma così non è. La donna capisce allora che l'unico modo per redimere il suo amato sia offrire la propria vita alla Madonna; decide così di tornare al castello, dove pregherà fino alla morte; a nulla valgono le insistenze di Wolfram, che la ama fedelmente. Poco dopo Wolfram vede arrivare un pellegrino vestito di stracci: è Tannhäuser, che ormai fuori di sé cerca la strada per il Venusberg. Il trovatore narra a Wolfram che, udendo il suo racconto, il Papa gli ha detto che la salvezza della sua anima è ormai impossibile, come per il suo pastorale è impossibile fiorire. Wolfram tenta disperatamente di aiutarlo, ma l'uomo dice che ormai l'unica in grado di salvarlo sia Venere. La dea appare col suo seguito di ancelle, tentando di riportare a sé Tannhäuser; poco dopo, tuttavia, viene interrotta da una processione: il funerale di Elisabeth. Tannhäuser si lancia sul corpo di lei e muore dopo averne invocato la santità e chiesto intercessione. Entrano intanto dei pellegrini, annunciando che il pastorale del Pontefice è miracolosamente fiorito: Tannhäuser è stato perdonato da Dio.

## Organico orchestrale
La partitura della prima versione dell'opera prevede l'utilizzo di:
- 3 flauti (III anche ottavino), 2 oboi, 2 clarinetti, clarinetto basso, 2 fagotti;
- 2 corni a pistoni, 2 corni naturali, 3 trombe, 3 tromboni, basso tuba;
- timpani, grancassa e piatti, triangolo, tamburello;
- arpa;
- archi.

Da suonare internamente:
- 2 ottavini, 6 flauti (V e VI anche flauto dolce), 4 oboi, corno inglese, 6 clarinetti (VI anche Clarinetto basso) 6 fagotti (V e VI anche Controfagotto), 12 corni naturali, 12 trombe, 4 tromboni, piatti, tamburello, triangolo, campanaccio, campana.

Inoltre per la seconda versione: una seconda arpa, nacchere.

## Discografia parziale
| Anno | Cast (Tannhäuser, Elisabeth, Venus, Wolfram, Hermann                                     | Direttore         | Etichetta           |
| ---- | ---------------------------------------------------------------------------------------- | ----------------- | ------------------- |
| 1968 | Wolfgang Windgassen, Birgit Nilsson, Birgit Nilsson, Dietrich Fischer-Dieskau, Theo Adam | Otto Gerdes       | Deutsche Grammophon |
| 1970 | René Kollo, Helga Dernesch, Christa Ludwig, Victor Braun, Hans Sotin                     | Georg Solti       | Decca               |
| 1985 | Klaus König, Lucia Popp, Waltraud Meier, Bernd Weikl, Kurt Moll                          | Bernard Haitink   | EMI                 |
| 1988 | Plácido Domingo, Cheryl Studer, Agnes Baltsa, Andreas Schmidt, Matti Salminen            | Giuseppe Sinopoli | Deutsche Grammophon |
| 2001 | Peter Seiffert, Jane Eaglen, Waltraud Meier, Thomas Hampson, René Pape                   | Daniel Barenboim  | Teldec              |

## DVD parziale
- Tannhäuser - Levine/Cassilly/Marton/Weikl, regia Otto Schenk, 1982, Deutsche Grammophon
- Tannhäuser - Davis/Wenkoff/Weikl/Sotin, regia Götz Friedrich, 1978, Deutsche Grammophon